# Artaszawan
Artaszawan – wieś w Armenii, w prowincji Aragacotn. W 2011 roku liczyła 589 mieszkańców.